# Passportenkopf
Passportenkopf (také Passportenkofel, italsky Croda Passaporto nebo Croda del Passaporto) je hora s nadmořskou výškou 2719 m, nalézající se v oblasti Tre Cime v italských Sextenských Dolomitech.

## Poloha a okolí
Passportenkopf leží severovýchodně od Tre Cime, od nichž je oddělen 2454 m vysokým sedlem Paternsattel, na hranici mezi autonomní provincií Jižní Tyrolsko na západě a provincií Belluno na severu, východě a jihu. Hlavní vrchol leží jihovýchodně od hranice na území Belluna, hranice vede přes 2701 m vysoký předvrchol. Jihotyrolské části jsou chráněny v přírodním parku Drei Zinnen. Směrem k severu pokračuje horský hřeben a s ním i hranice k Passportenscharte  (Forcella Passaporto) a 2744 m vysokému Paternkofelu. Na západě leží náhorní plošina Zinnenplateau (cca 2300 m) na konci údolí Rienztal, na jihu náhorní plošina Piano di Lavaredo (cca 2300 m) a na jihovýchodě další plochá náhorní plošina Piano di Cengia (cca 2200 m). Mezi hlavním vrcholem a tímto hřebenem se nachází několik dalších vrcholů, včetně Torre Pian di Cengia (2685 m), Campanile Buffa di Perrero, Torre Quattro Laghi (2681 m) a Torre Tito (2427 m).

## Horské chaty a stezky
Důležitými turistickými východisky v oblasti Passportenkopfu jsou Rifugio Dreizinnen na severu (2438 m), Rifugio Auronzo (2320 m) na jihozápadě a Rifugio Lavaredo (2325 m), které se nachází jen několik set metrů jihozápadně od vrcholu.
Normální cesta na Passportenkopf vede na vrchol z jihu, obtížnost I (UIAA), předpokládaná doba výstupu je asi jedna  hodina chůze. Kromě toho se na severní, východní a západní straně nachází několik horolezeckých cest obtížnosti III až IV. Na jihovýchodní vedlejší vrcholy vedou obtížnější cesty až do stupně VI. Celkově má však masiv spíše menší horolezecký význam.

## Historie
Na Passportenkopf poprvé vystoupili 19. srpna 1889 horský vůdce Sepp Innerkofler a turista Hans Helversen jižním úbočím.
Až do první světové války byla současná hranice mezi provinciemi Jižní Tyrolsko a Belluno státní hranicí mezi Rakouskem-Uherskem a Itálií. Na začátku horské války 1915-1918 bylo pohraničí obsazeno Itálií. Boje u Passportenkopfu vypukly 26. května 1915 v průběhu rakouské ofenzívy na italské pozice u Paternsattelu, která však skončila neúspěchem. Na této operaci se podílel i Sepp Innerkofler, první horolezec na vrcholu Passportenkopfu, který na ni dohlížel z Paternkofelu. Dne 29. května byl Passportenkopf, stejně jako Paternkofel, obsazen Itálií a držen až do stažení italských vojsk z oblasti v listopadu 1917.
Ve 30. letech 20. století byla na Passportenkofelu otevřena většina horolezeckých cest. Později byly nové cesty otevřeny pouze na vedlejších vrcholech na jihovýchodě.